# لوزا
شهر لوزا (به روسی: Луза) در کشور روسیه و در اوبلاست کیروف واقع شده‌است.